# Mirko Zlatnar
Mirko Zlatnar (partizansko ime Miklavž), slovenski partizan in politični delavec, * 2. februar 1920, Ljubljana, † 27. marec 1991, Lesce.

## Življenje in delo
Na ljubljanski Tehniški fakulteti je od 1939 študiral strojništvo in bil aktiven v družbenopolitičnem življenju; med drugim je bil tajnik delavsko-kulturnega društva Vzajemnost in od 1939 član KPS. Do decembra 1942, ko so ga fašisti aretirali in 1943 odpeljali v Koncentracijsko taborišče Gonars, je bil organizator centralne tehnike KPS. Po italijanski kapitulaciji je bil v NOV in POS pomočnik političnega komisarja bataljona Operativnega štaba za Posočje, Bazoviške brigade, politični komisar 30. divizije, vodja oddelka OZNE enot 9. korpusa. Do 1950 je delal kot polkovnik v UDBI, nato na kadrovskem področju pri vladi LRS in CK KPS. Nato je do 1961 deloval v SZDL, kjer je bil med drugim organizacijski sekretar Izvršnega odbora SZDL Slovenije. V letih 1961−62 je bil direktor ljubljanske letalske družbe Adria Aviopromet. Za udeležbo v NOB je prejel partizansko spomenico 1941.